# Exozom (komplex)

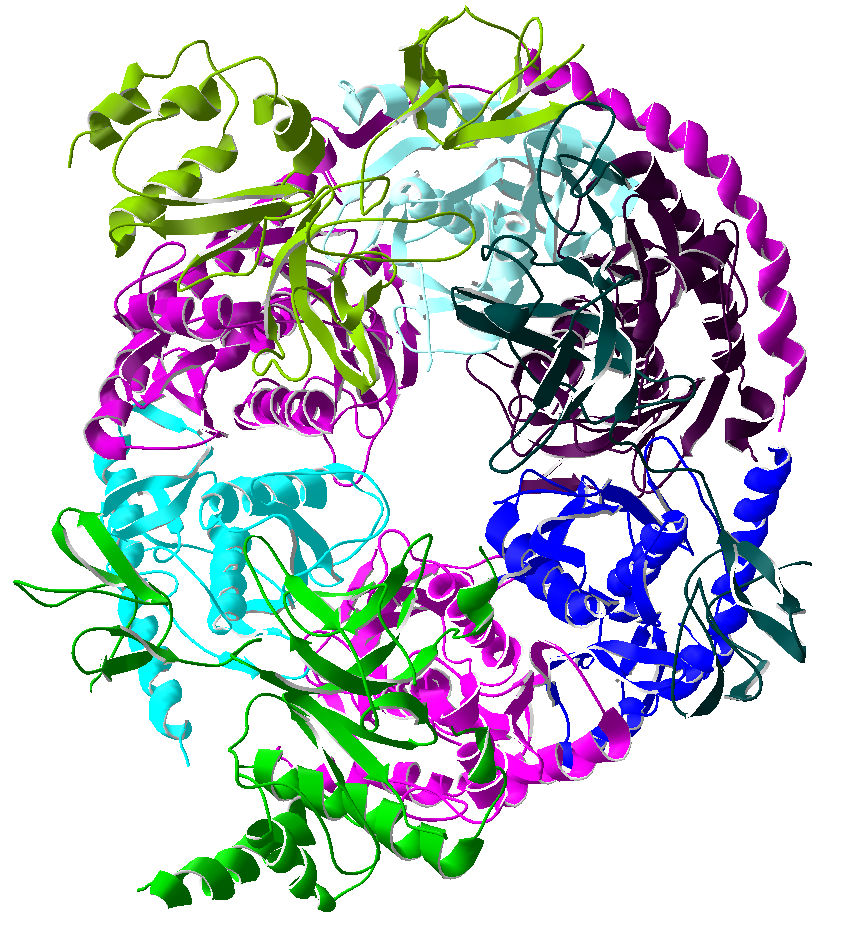
Struktura lidského exozomu

Exozom je komplex složený z mnoha proteinů, který funguje jako RNA exonukleáza. Má centrální roli v degradaci RNA od 3' konce v buňkách eukaryotních organismů i u archebakterií. Je důležitý pro dozrávání rRNA, snRNA, snoRNA, kontrolu kvality RNA a vnitrobuněčný rozklad mRNA. Lidský exozom obsahuje devět tzv. „core“ podjednotek a řadu pomocných proteinů – především různé exonukleázy, ale také helikázy či RNA vazebné proteiny.